# Michael Funke
Michael Funke (* 10. März 1956) ist ein deutscher Ökonom. Er ist Professor für  Makroökonomie und quantitative Wirtschaftspolitik an der Universität Hamburg.

## Leben
Funke studierte Volkswirtschaftslehre. Nach dem Diplom war er von 1982 bis 1985 wissenschaftlicher Mitarbeiter am Fachbereich Wirtschaftswissenschaft der Freien Universität Berlin, wo er 1984 mit der Dissertation Wachstumszyklen und funktionale Einkommensverteilung promoviert wurde. Danach war er als DAAD-Stipendiat Visiting Fellow am Institute of Economics and Statistics und am Corpus Christi College der University of Oxford. Von 1985 bis 1993 forschte er am Wissenschaftszentrum Berlin für Sozialforschung. Er habilitierte sich mit der Arbeit Tobin’s Q and industry investment in West Germany in Berlin und erhielt 1990 die Venia legendi für Volkswirtschaftslehre.
Als Heisenberg-Stipendiat der Deutschen Forschungsgemeinschaft (DFG) ging er 1993 an das Centre for Economic Forecasting der London Business School. 1994/95 wechselte er als Privatdozent für Volkswirtschaftslehre an die Humboldt-Universität zu Berlin. Er war dann Gastforscher und Consultant beim Internationalen Währungsfonds (IWF) in Washington D.C. Von 2002 bis 2013 war er Research Fellow am Hong Kong Institute of Monetary Research und am BIS Representative Office for Asia and the Pacific und am Institute for Economies in Transition der Suomen Pankki in Helsinki, Finnland. Zusätzlich war er von 2002 bis 2003 Stiftungsprofessor der Deutschen Bundesbank mit Schwerpunkt Geldtheorie und Geldpolitik an der FU Berlin. 2011 erhielt er eine Gastprofessur an die Hong Kong Baptist University.
Funke wurde 2005 Professor für Makroökonomie und Quantitative Wirtschaftspolitik an der Fakultät für Wirtschafts- und Sozialwissenschaft an der Universität Hamburg. Von 2012 bis 2014 leitete er den Fachbereich Volkswirtschaftslehre.
Er ist Mitglied des Vereins für Socialpolitik und ist dort in verschiedenen volkswirtschaftlichen Ausschüssen (Ökonometrie und Geldtheorie und -politik) aktiv u. a. von 2010 bis 2014 als Vorsitzender des Ausschusses für Makroökonomie. 1994 wurde er Research Fellow am Ifo Institut für Wirtschaftsforschung (ifo) in München. Seit 2005 ist er auch Mitglied des Euro Area Business Cycle Network (EABCN). Funke ist Autor zahlreicher Fachaufsätze und Mitglied des Editorial Advisory Board des Scottish Journal of Political Economy und Associate Editor der Zeitschrift Economic Modelling.
2005 gehörte er zu den Initiatoren des Hamburger Appells.
Funke ist einer von 172 Wirtschaftsprofessoren, die im Juli 2012 den Offenen Brief der Ökonomen zur Eurokrise unterzeichnet haben.

## Schriften (Auswahl)
- Wachstumszyklen und funktionale Einkommensverteilung (= Volkswirtschaftliche Forschung und Entwicklung, Band 12). Florentz, München 1985, ISBN 3-88259-319-9.
- hrsg.: Factors in Business Investment. Papers of a Conference, held at the Science Centre, Berlin, Research Area „Labour Market and Employment“, September 1987 (= Microeconomic studies). Springer, Berlin u. a. 1989, ISBN 3-540-50527-X.